# Pedro de Mendoza
Pedro de Mendoza y Luján (ur. ok. 1487 roku w Guadix, zm. 23 czerwca 1537 na Atlantyku) – hiszpański konkwistador i kolonizator Ameryki Południowej, pierwszy gubernator (hiszp. adelantado) obszarów nad Río de la Plata, założyciel Buenos Aires. 

## Młode lata
Mendoza urodził się w andaluzyjskim mieście Guadix, pochodził ze szlacheckiego rodu osiadłego w faworyzowanej przez cesarza Karola V prowincji Grenadzie. W młodości poświęcił się służbie wojskowej, walcząc zarówno przeciwko Anglii, jak i Francji, w 1524 uzyskał tytuł kawalera rycerskiego Zakonu Alcantara, a w 1527 wziął udział w Sacco di Roma.
W roku 1529 zaproponował na dworze, że na własny koszt poprowadzi ekspedycję odkrywczą do Ameryki Południowej i założy tam pierwsze kolonie hiszpańskie. Inicjatywa Mendozy przyjęta została przychylnie. Awansem mianowany został gubernatorem wojskowym wszystkich ziem na południe od Rio de la Plata (a więc po dzisiejszą Cieśninę Magellana), a król wyłożył 2000 dukatów i obiecał dalsze 2000 pod warunkiem, że w ciągu dwóch lat Mendoza przetransportuje na tereny przyszłej kolonii 1000 osadników, wybuduje tam sieć dróg i trzy obronne forty. Zgodnie z umową miał otrzymać połowę skarbów należących do pokonanych wodzów indiańskich oraz dziewięć dziesiątych wszystkich pozostałych łupów. Urząd gubernatora miał być dziedziczny.

## Wyprawa
W roku 1534 wyruszył przez Atlantyk na czele pokaźnej floty z portu Sanlúcar de Barrameda w pobliżu Sewilli, ale silne przeciwne wiatry zatrzymały okręty na dłużej u wschodnich wybrzeży Brazylii. W tym czasie na okrętach doszło do buntu, w trakcie którego zamordowany został w bliżej niezbadanych okolicznościach zastępca Mendozy, Osario, co przypuszczalnie stało się na polecenie dowódcy, który podejrzewał go o nielojalność.

## Gubernator

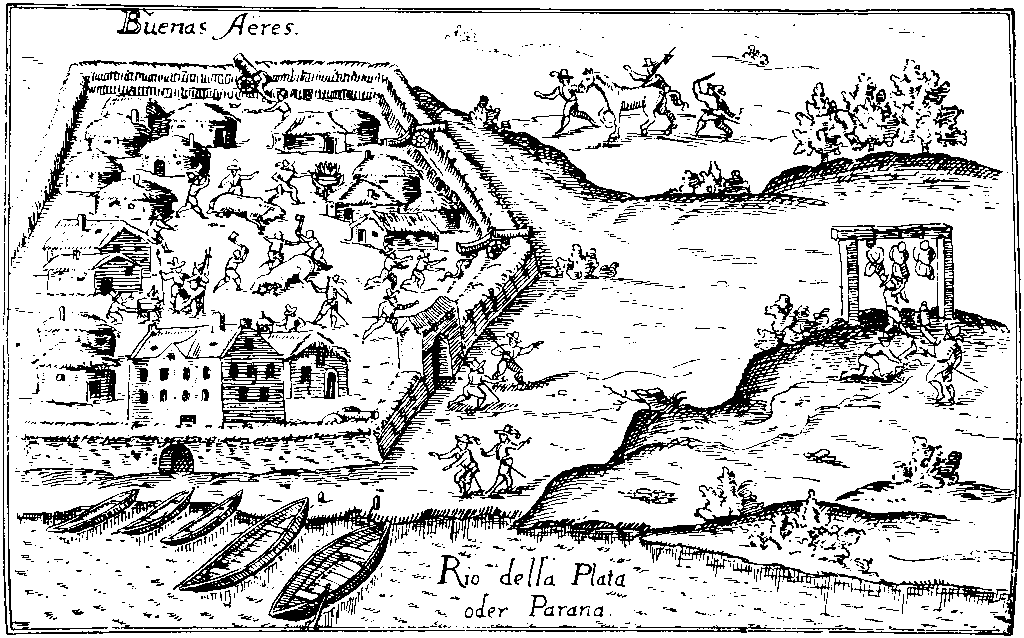
Buenos Aires krótko po założeniu, 1536

W końcu roku 1535 Mendoza dotarł do ujścia Río de la Plata i 2 lutego 1536 założył osadę (u ujścia Rio Riachuleo w miejscu dzisiejszego Buenos Aires), którą nazwał Ciudad de La Santísima Trinidad y Puerto de Santa María del Buen Ayre (Miasto Przenajświętszej Trójcy i Port Marii Panny Pomyślnego Wiatru). Nakazał także przeprowadzenie kilku wypraw rekonesansowych w głąb lądu celem zbadania możliwości połączenia z Peru i sprawdzenia prawdziwości informacji o terenach bogatych w srebro, o czym donosił żeglarz angielski Sebastian Cabot. Wyprawami tymi dowodzili jego zastępca Juan de Ayolas (Mendoza wysłał go na czterech brygantynach i z 400 ludźmi na pokładzie) oraz Domingo Martínez de Irala, którzy badali bieg rzek Paraná i Paragwaj. 
Po pewnym czasie w okolicy wybuchła zaraza (zapewne przywleczona przez Hiszpanów), co spowodowało, że dotąd pokojowo nastrojeni krajowcy stali się nieprzyjaźni. Brat Mendozy Diego, który miał spacyfikować wojownicze plemiona Querandí, został zabity; śmierć poniosło też trzy-czwarte jego ludzi. W wyniku walk z Indianami osada została spalona. Z odsieczą przybył inny brat Mendozy, Gonzalo, który założył miasto Asunción w Paragwaju w 1536 roku. W rezultacie doznanych porażek Mendoza, zniechęcony i chory, wsiadł w roku 1537 na statek (przekazując władzę w kolonii Ayolasowi) i udał się do Hiszpanii, lecz zmarł w trakcie podróży.